# Tratado de Dovydiškės

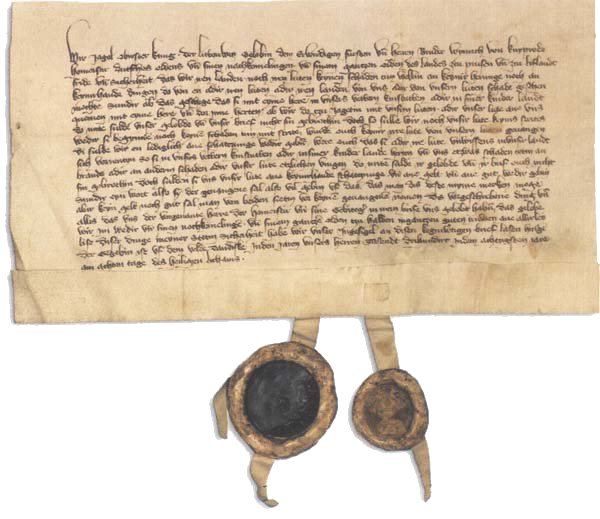
El Tratado de Dovydiškės.

El Tratado de Dovydiškės (en lituano:Dovydiškių sutartis; en polaco: Traktat w lasach dawidyskich o Traktat w  Dawidyszkach), Daudiske, o Daudisken fue un tratado secreto firmado el 31 de mayo de 1380 entre Jogaila, el Gran Duque de Lituania, y Winrich von Kniprode, el Gran Maestre de la Orden Teutónica. El tratado estaba dirigido contra el tío de Jogaila, Kęstutis y sus efectos precipitaron la guerra civil lituana de 1381-1384.

## Antecedentes
El tratado fue firmado poco después de la muerte del Gran Duque Algirdas en 1377. Algirdas nombró como sucesor a su hijo Jogaila y no a Kęstutis, su hermano y cogobernante. Kęstutis y su hijo Vitautas reconocieron el título de Jogaila y mantuvieron relaciones amistosas con él incluso cuando el derecho de Jogaila al título fue puesto en liza con Andréi de Pólotsk, el hijo mayor de Algirdas. Los Caballeros Teutónicos continuaron su cruzada contra la Lituania pagana, Se organizó una gran campaña en invierno de 1378. Los teutónicos llegaron a Brest y al río Prypiat. La Orden Livona saqueó Upytė. Otra campaña avanzó hacia la capital, Vilna. Kęstutis ofreció negociar una tregua y el intercambio de prisioneros. El 28 de septiembre de 1379, se firmó una tregua por diez años en Trakai. Fue el último tratado que Kęstutis y Jogaila firmaron juntos. Sin embargo, la tregua protegía solo los territorios cristianos (en el sur), por lo que los territorios paganos de Kęstutis en el norte y el oeste todavía eran vulnerables a los ataques de los Caballeros. En febrero de 1380, Jogaila, sin Kęstutis, firmó una tregua de cinco meses con la Orden Livona para proteger sus dominios lituanos y Pólotsk, que acababa de arrebatar a su rival Andréi de Pólotsk.

## Disposiciones
Para disfrazar la firma del tratado, los Caballeros Teutónicos organizaron una cacería de cinco días en mayo de 1380. El lado lituano estaba representado por Jogaila y su consejero Vaidila, Vitautas y su consejero Iván Olshanski. La presencia de Vitautas complicaba dar explicaciones acerca del tratado y no está claro su conocimiento de las negociaciones. Los Caballeros enviaron al grosskomtur Rüdiger von Elner, al komtur de Elbing Ulrich von Fricke, y al vogt de Dirschau Albrecht von Luchtenberg. El lugar donde se firmó el tratado no se conoce. El nombre Dovydiškės solo se ha encontrado en Chronica nova Prutenica como Dowidisken. El tratado menciona Daudiske; los textos en lengua alemana han usado Daudiske o Daudisken. Sin embargo, no hay ningún lugar de Lituania o Prusia. Algunas teorías sostienen que el tratado se firmó en algún lugar entre Kaunas y Insterburg o que el pueblo se llamaba Šiaudiniškė (Szaudiniszki).
Las cláusulas del tratado eran, en líneas generales, complicadas y no muy claras. Jogaila y los Caballeros acordaban no atacarse. Basándose en los términos del acuerdo, Jogaila se comprometía a no intervenir en caso de ataque por parte de la Orden contra Kęstutis o sus hijos. No obstante, en caso de tener que simular para evitar sospechas, esta intervención no sería una violación del tratado.
Los historiadores resaltan que la firma de Jogaila de este tratado sería algo superfluo, ya que las tierras de Jogaila estaban protegidas por diez años por la Tregua de Trakai, firmada en 1379. El propósito principal del tratado era garantizar la neutralidad de los Caballeros Teutónicos en la lucha de poder entre Jogaila y sus hermanos, los duques Andréi de Pólotsk y Dmitri I de Briansk, ys su aliado Dmitri Donskói, Gran Duque de Moscú. Jogaila, habiendo asegurado su frente occidental, dirigió su atención al este, donde se alió con la Horda de Oro para la batalla de Kulikovo contra el Gran Ducado de Moscú. Algunos historiadores culpan de instigar el acuerdo a Uliana de Tver, madre de Jogaila, o su consejero Vaidila, mientras que otros apuntan diferencias generacionales: Kęstutis tenía alrededor de 80 años y estaba determinado a no aceptar el cristianismo, mientras que Jogaila tenía unos 30 y buscaba convertir y modernizar el país.

## Consecuencias
En 1381, sin violar el tratado, los Caballeros Teutónicos saquearon el Ducado de Trakai y Samogitia, tierras de Kęstutis. Mientras saqueaban Trakai, los Caballeros Teutónicos usaron bombardas por primera vez y destruyeron Naujapilis tomado como prisioneros a unas 3.000 personas. A continuación, los Caballeros informaron a Kęstutis sobre el pacto secreto de Jogaila. Kęstutis dudó y le pidió consejo a su hijo, que le contestó que no se había hecho ningún tratado. A finales de 1381, Kęstutis decidió luchar contra Jogaila. Capturó Vilna y se declaró Gran Duque. Empezaría entonces una guerra civil que terminaría con la muerte de Kęstutis en el castillo de Kreva y la reconciliación de Vitautas con Jogaila en 1384.